# مركز حضري (تقسيم إداري مغربي)
مركز حضري أو مركز قروي صاعد في المغرب هو شكل من أشكال الوحدات الحضرية التابع للجماعات ذات الطابع القروي، والخاضع للتأهيل الحضري، والمتوفرة عادة على مخطط للتهيئة الحضرية، وتعتبر ثاني شكل من أشكال المجالات الحضرية في المغرب بعد المدن، ويبلغ عددها أزيد من 149 مركزا. 

## النشأة
نشأت جل المراكز الحضرية في المغرب في إطار برامج التأهيل الحضري للمدن و المراكز الحضرية الذي بلورته الجماعات الترابية بتعاون مع مختلف المتدخلين في التنمية المحلية منذ سنة 2005. في إطار مقاربات شمولية تدمج الأبعاد المجالية والاقتصادية والاجتماعية ضمن مخططات متعددة السنوات للتنمية، والهادف إلى تحسين المشهد الحضري للمجالات الحضرية المغربية، وتقوية عمليات الشراكة مع الجماعات الترابية. بلغ عدد برامج التأهيل الحضري للمدن والمراكز الحضرية 324 برنامجا، بغلاف مالي إجمالي قدره حوالي 60 مليار درهم، ساهمت ضمنه الوزارة عبر المديرية العامة للجماعات المحلية بحوالي 20 مليار درهم.

## الانتقاء
لا تتوفر جميع الجماعات المغربية ذات الطابع القروي على مراكز حضرية، حيث يتم انتقاء فقط المراكز التي تكتسي صبغة خاصة سياحية أو صناعية أو منجمية، ويستوجب نموها العمراني المرتقب تهيئة تخضع لرقابة إدارية.

## السكان
49 في المئة من المراكز الحضرية البالغ عددها 149 مركزا، تقل ساكنته عن 5000 نسمة، و21 في المئة منها تفوق ساكنتها 10000 نسمة، و30 في المئة بين 5000 و10000 نسمة.

## التنمية
تحتل المراكز الحضرية وضعية وسيطة تمكنها من التوفر على جميع خدمات القرب، من أجل تلبية حاجيات الساكنة القروية، وبالتالي تصبح هذه المراكز قاطرة للتنمية القروية بهذه المناطق، بما ذلك التنمية الاقتصادية، حيث تسمح بمتصاص تدفقات الهجرة القروية من خلال خلق فرص شغل للشباب القروي. 

## القانون المنظم
تطرق قانون 1960 المتعلق بتنمية التكتلات القروية إلى أهمية تقريب الخدمات الأساسية من الساكنة القروية، خاصة تلك المتعلقة بالتعليم والصحة مع تنظيم الأنشطة الحرفية والتجارية والخدماتية. ويتم تنزيل هذه الأهداف من خلال تغطية المراكز القروية بمخططات التعمير التي تؤطر عمليات التجزيء والبناء بالمراكز القروية بهدف تنظيم مجالاتها الترابية من أجل استقطاب الساكنة القروية للاستقرار بها.

## قائمة المراجع
1. 1 2  "برامج التأهيل الحضري للمدن و المراكز الحضرية | Portail national des collectivités territoriales". www.collectivites-territoriales.gov.ma. اطلع عليه بتاريخ 2024-01-27.
2. 1 2 3  السكن في الوسط القروي: نحو سكن مُستدام ومندمِج في مُحيطِه. المجلس الاقتصادي والاجتماعي والبيئي. 6 / 2018. ص,13
3. ↑  "معاينة التخطيط الحضري بالمغرب: الواقع والرهانات: نموذج المراكز الحضرية الناشئة بمنطقة تادلا". journals.ajsrp.com. اطلع عليه بتاريخ 2024-01-27.
4. ↑  الصويرة، الوكالة الحضرية (11 أبريل 2016). "المصادقة على تصميم التهيئة لمركزالجماعة القروية لتدزي • الوكالة الحضرية للصويرة". الوكالة الحضرية للصويرة. اطلع عليه بتاريخ 2024-01-27.
5. ↑  "تصاميم تنمية التجمعات القروية | الوكالة الحضرية للرشيدية –ميدلت". www.auer.gov.ma. اطلع عليه بتاريخ 2024-01-27.
6. ↑  auc.ma https://auc.ma/ar/%D8%A7%D9%84%D8%AA%D8%AE%D8%B7%D9%8A%D8%B7-%D8%A7%D9%84%D8%B9%D9%85%D8%B1%D8%A7%D9%86%D9%8A/%D8%AA%D8%B5%D8%A7%D9%85%D9%8A%D9%85-%D8%A7%D9%84%D8%AA%D9%87%D9%8A%D8%A6%D8%A9/%D9%85%D8%B1%D8%A7%D8%AD%D9%84-%D8%A5%D8%B9%D8%AF%D8%A7%D8%AF-%D8%AA%D8%B5%D8%A7%D9%85%D9%8A%D9%85-%D8%A7%D9%84%D8%AA%D9%87%D9%8A%D8%A6%D8%A9/. اطلع عليه بتاريخ 2024-01-27. {{استشهاد ويب}}: الوسيط |title= غير موجود أو فارغ (مساعدة)
7. ↑  "التعمير بالعالم القروي". Hespress - هسبريس جريدة إلكترونية مغربية. 2 أبريل 2023. اطلع عليه بتاريخ 2024-01-27.